# Abbasso la miseria!
Abbasso la miseria! è un film del 1945 diretto da Gennaro Righelli.

## Trama
Finita la guerra, a Roma l'esuberante Nannina aspira al benessere e critica aspramente il marito Giovanni, simpatico camionista milanese, perché non imita il suo collega e vicino di casa Gaetano che, approfittando dei viaggi di lavoro, si arricchisce con la borsa nera. Durante un viaggio a Napoli, Giovanni  raccoglie dalla strada Nello, un bambino abbandonato, e nonostante i rimproveri della moglie lo ospita a casa, affezionandosi al piccolo orfano.
Giovanni e Gaetano, coinvolti in un traffico illecito di soldi falsi, finiscono in carcere e vengono licenziati. Quando sono scagionati e rilasciati, riappare il padre di Nello, che non era morto, ma solo disperso in un bombardamento. Nannina, senza figli, si è anche lei affezionata al bimbo ed accetta a malincuore di doversi separare da lui. Ma il padre di Nello propone a Giovanni di andare a lavorare per lui nell'azienda che egli possiede nel nord.

## Produzione
Abbasso la miseria! venne ideato e scritto, assieme al giornalista Nicola Neroni, dal "veterano" del cinema italiano Gennaro Righelli, che ne fu anche il produttore attraverso una azienda di sua proprietà, la "Domus Film", comunque gravitante nell'ambito della "Lux", che nei difficili anni dell'immediato dopoguerra condivideva con la "Scalera" il ruolo di principale impresa di produzione cinematografica italiana, puntando sulla qualità ed ottenendo per questo notevoli risultati sotto l'aspetto economico. Il film venne girato nei mesi autunnali del 1945 negli stabilimenti della Titanus alla Farnesina, ed uscì sugli schermi a partire dagli ultimi giorni del dicembre 1945, anche se ebbe poi una distribuzione irregolare per le difficoltà del periodo. 

Anna Magnani e Nino Besozzi

### Cast
Fu il primo film che Anna Magnani girò dopo il successo personale di Roma città aperta, a seguito del quale «le si spalancano le porte del cinema: in un anno gira ben 5 film, tutti da protagonista, senza però riuscire a ripetere l'exploit del film che l'ha imposta». Accanto a lei personaggi tradizionali della cinematografia italiana, come Virgilio Riento, che riprende la figura di «astuto contadino abruzzese inurbato» e quella di onesto lavoratore affidata a Nino Besozzi.

### Ambientazione
Il film risente del clima sociale dell'immediato dopoguerra: non mancano inquadrature di macerie e rovine delle città distrutte dai bombardamenti e vi sono continui riferimenti ai problemi della borsa nera, della povertà, dei militari reduci della prigionia, anche se «lo fanno senza allontanarsi dalle convenzioni bozzettistiche e dalle approssimazioni sentimentali del cinema di prima, incapaci di abbracciare sino in fondo lo spirito dei tempi». A molti personaggi sono attribuite inflessioni dialettali diverse e questo elemento costituisce una novità in quanto si tratta di «enfasi sulle tipologie regionali e i dialetti, che sotto il fascismo centralizzatore erano stati messi a tacere».

## Accoglienza

### Incassi
Il dato sugli incassi non è univoco. Secondo alcuni Abbasso la miseria! avrebbe incassato 55.550.000 di lire, mentre altre fonti gli attribuiscono un introito superiore, pari a circa 74 milioni di lire. In entrambi i casi il film di Righelli risulta essere tra i primi nelle classifiche d'incasso relative alla produzione italiana della stagione 1945 - 46. Il successo indusse Righelli e la "Lux" a realizzare circa due anni dopo una sorta di seconda puntata dal titolo Abbasso la ricchezza!.

### Critica

#### Commenti contemporanei
Nonostante qualche riserva iniziale, la critica diede di Abbasso la miseria! giudizi positivi, riconoscendo che «il film poteva essere giudicato in partenza come qualcosa di cui non fidarsi troppo, come roba di ordinaria amministrazione. E invece si tratta di un film riuscito, che ha il merito di muoversi nel concreto, di interessare, di mordere su una materia nuova.... quello che ha stupito piacevolmente sono state la naturalezza degli attori. la verità delle situazioni e dei casi». Venne però anche descritto come «il film della "borsa nera", delle piccole e grandi truffe, degli "sciuscià" e dei falsari. Lo spettatore è portato attraverso un panorama di distruzioni materiali, ma ancora più di miserie morali [per cui] è un film allegro dell'Italia che piange, ma anche il film triste dell'Italia che ride».

#### Commenti successivi
La pellicola è stata presa in considerazione retrospettivamente in diverse opere che hanno raccontato la vita di Anna Magnani ed essendo appena successiva al capolavoro di  Rossellini, erano inevitabili i raffronti. Qui si tratta di «una commediola sentimentale che non aveva nulla a che fare con "l'urlo delle cose" che traspariva da Roma città aperta: non erano film straordinari, solo operine artigianali. Ma il personaggio di Anna Magnani ne usciva in ogni caso con una prepotenza ed una forza ineguagliabili. Relegata per anni a fare il quarto o quinto nome, adesso era la prima donna assoluta anche nel cinema». 
Più recentemente il Mereghetti lo descrive come «una tipica commedia post bellica dal sapore dolce amaro. Racconta con molta comprensione l'arte nazionale di sapersela cavare».